# 魯德內
魯德內 （意思是「礦石」）是哈薩克斯坦庫斯塔奈州的一座城市，臨托博爾河。人口121,039人 （2006年）。建於1955年。